# Стивън Болдуин
Стивън Болдуин (на английски: Stephen Baldwin) е американски актьор.

## Биография
Стивън Ендрю Болдуин е роден на 12 май 1966 в Масапекуа, Лонг Айлънд, Ню Йорк. Има трима братя, всички които са известни актьори (Алек Болдуин, Даниъл Болдуин и Уилям Болдуин) и две сестри, Елизабет родена през 1955 година и Джейн родена през 1965 година. Актьорът Джоузеф Болдуин е негов братовчед. Девер е на Ким Бейсинджър, която е съпруга на Алек Болдуин (1993 – 2002).
На 10 юни 1990 г. се жени за Кеня Диодато, с която се запознава в метрото в Ню Йорк. Те имат две дъщери – Ейлия (р. 1993) и Хейли (р. 1996).
През 1994 г. отказва ролята на Джак във филма „Скорост“, която по-късно изиграва Киану Рийвс.
Има ранчо в Таксън, Аризона. По убеждение е републиканец и подкрепя президента на САЩ Джордж Уокър Буш по религиозни причини – Буш смята себе си за новороден християнин, което и Стивън приема за себе си.

## Избрана филмография
| година | филм                             | оригинално заглавие                | роля               | режисьор       |
| ------ | -------------------------------- | ---------------------------------- | ------------------ | -------------- |
| 1989   | Роден на четвърти юли            | Born on the Fourth of July         | Били Ворсович      | Оливър Стоун   |
| 1992   | Да прекосиш моста                | Crossing the Bridge                | Дани Морган        | Майк Биндър    |
| 1994   | Мисис Паркър и порочният кръг    | Mrs. Parker and the Vicious Circle | Роджър Спалдинг    | Алън Рудолф    |
| 1994   | 8 секунди                        | 8 Seconds                          | Тъф Хедеман        | Джон Авилдсън  |
| 1995   | Обичайните заподозрени           | The Usual Suspects                 | Майкъл Макманъс    | Брайън Сингър  |
| 1996   | Биодом                           | Bio-Dome                           | Дойл Джонсън       | Джейсън Блум   |
| 1996   | Бягство                          | Fled                               | Люк Додж           | Кевин Хукс     |
| 1997   | Подводен двубой                  | Sub Down                           | Рик                | Грег Чемпиън   |
| 1998   | Недопечен                        | Half Baked                         | Макгайвър Смоукър  | Тамра Дейвис   |
| 1999   | Приятели и любовници             | Friends & Lovers                   | Джон               | Джордж Хаас    |
| 2000   | Флинтстоун 2: Да живее Рок Вегас | The Flintstones in Viva Rock Vegas | Барни Ръбъл        | Брайън Левант  |
| 2000   | Отрязване на парашута            | Cutaway                            | агент Виктор Купър | Гай Манос      |
| 2001   | В чуждо тяло                     | XChange                            | Клон 1/Тофлер 3    | Алън Мойл      |
| 2001   | Защита                           | Protection                         | Сал                | Джон Флин      |
| 2001   | Буден до смърт                   | Dead Awake                         | Дезмънд Кейн       | Марк С. Грение |
| 2002   | Удар със стик 2: Отново на леда  | Slap Shot 2: Breaking the Ice      | Шон Линден         | Стив Боюм      |